# Jeremy West
Jeremy West ist ein britischer Zinkenist, Instrumentenbauer und Hochschullehrer.
West gehört zu den Pionieren der Wiederbelebung des Zinkenspiels im 20. Jahrhundert. Er ist Gründer und Leiter des Ensembles His Majesty's Sagbutts & Cornetts. Er wirkte ferner mit im Gabrieli Consort and Players  und im The king’s Consort. 
Er lehrt als Professor das Zinkenspiel am Royal College of Music in London und am Trinity College of Music in Greenwich. Ferner lehrte er in Kursen in Deutschland, Dänemark, Polen, Spanien, Japan, Australien und der Schweiz. Seine Interpretationen wurden durch 55 Tonträger dokumentiert. Neben seiner Tätigkeit als Musiker wirkt er als Instrumentenbauer. In Zusammenarbeit mit Keith Rogers entwickelt und reproduziert er Instrumente der Cornett- und Serpentfamilie. 
West ist verheiratet und lebt in Weardale.

## Veröffentlichungen
- Jeremy West and Susan Smith: How to play the Cornett.